# Hirth HM 506
L'Hirth HM 506 era un motore aeronautico sei cilindri in linea rovesciati e raffreddato ad aria, progettato dalla tedesca Hirth Motoren GmbH ed installato su molti velivoli leggeri e da addestramento nel periodo tra gli anni trenta e quaranta.
L'HM 506 derivava direttamente dall'HM 504 a quattro cilindri, del quale manteneva i valori di alesaggio e corsa e come il predecessore era caratterizzato dal peso contenuto grazie anche al basamento realizzato in lega di magnesio.

## Velivoli utilizzatori
Germania
- Bücker Bü 133 A
- Fieseler Fi 98 (prototipo restato alla fase progettuale)
- Fieseler Fi 99
- Fieseler Fi 157 (prototipo di UAV)
- Fieseler Fi 158 (prototipo di restato alla fase progettuale)
- Gotha Go 241
- Klemm Kl 35 B (D-ERLQ)